# 1008 (szám)
Az 1008 (római számmal: MVIII) egy természetes szám.

## A szám a matematikában
A tízes számrendszerbeli 1008-as a kettes számrendszerben 1111110000, a nyolcas számrendszerben 1760, a tizenhatos számrendszerben 3F0 alakban írható fel.
Az 1008 páros szám, összetett szám. Kanonikus alakban a 24 · 32 · 71 szorzattal, normálalakban az 1,008 · 103 szorzattal írható fel. Harminc osztója van a természetes számok halmazán, ezek növekvő sorrendben: 1, 2, 3, 4, 6, 7, 8, 9, 12, 14, 16, 18, 21, 24, 28, 36, 42, 48, 56, 63, 72, 84, 112, 126, 144, 168, 252, 336, 504 és 1008.
Erősen bővelkedő szám: osztóinak összege nagyobb, mint bármely nála kisebb pozitív egész szám osztóinak összege.
Harshad-szám. Praktikus szám.
Egyetlen szám valódiosztó-összegeként áll elő, ez az 588.

## Csillagászat
- 1008 La Paz kisbolygó